# Noyelles-sur-Selle
Noyelles-sur-Selle là một xã ở trong tỉnh Nord ở miền bắc nước Pháp. Xã này có diện tích 5,05 km², dân số năm 1999 là 826 người. Xã nằm ở khu vực có độ cao trung bình 52 mét trên mực nước biển.